# Grabkammer
Eine Grabkammer ist eine Räumlichkeit zur Bestattung für einen oder mehrere Tote. Familiengrabkammern werden auch Gruft genannt. Grabkammern kommen in den meisten Kulturen in eher sozial höher stehenden Schichten vor. Sie sind typisch für Kulturen, die an ein Leben nach dem Tode glaubten und die den Toten reich mit Grabbeigaben ausstatteten.

## Vorgeschichte
Als älteste Grabkammern sind die Felsengräber und megalithischen Kammern der Jungsteinzeit (Dolmen etc.) anzusehen, denen bronzezeitliche folgten.

## Formen der Grabkammer

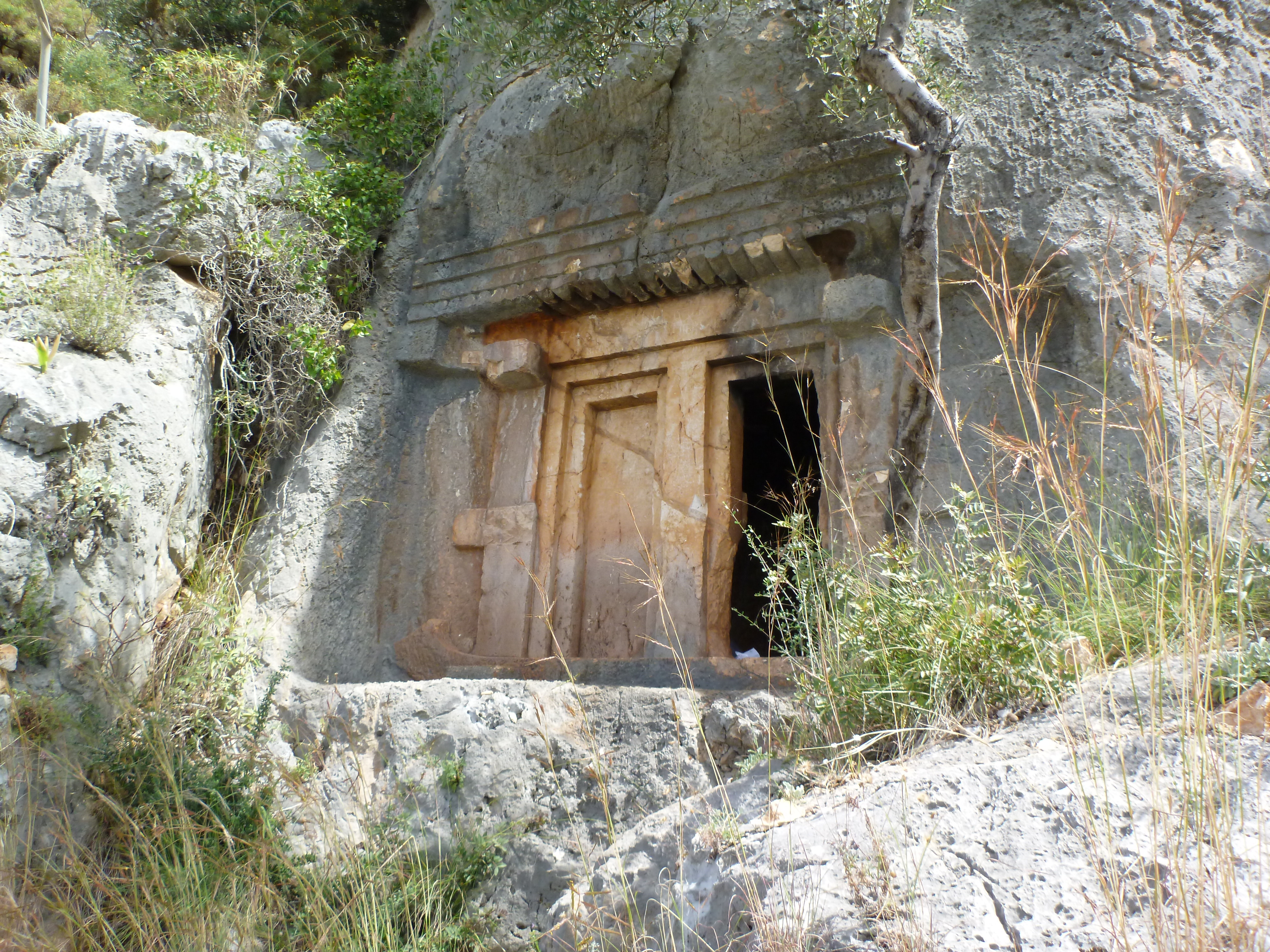
Lykische Grabkammer (Felsengrab) in Kaş

An Formen sind grob zu unterscheiden:
- eingetieft (z. B. Mastaba)
- ausgehöhlt (Domus de Janas, Felsengrab, Cuevas, Katakomben, Kuppelgrab)
- gebaut (z. B. Court Tomb, Dolmen, Galeriegrab, Ganggrab, Naveta, Passage Tomb, Portal Tomb, Wedge Tomb).

### Katakombe
In Katakomben werden Grabkammern in Anlehnung an das meist sehr schlicht mit einer Liege ausgestattete Schlafzimmer eines altrömischen Hauses als Cubiculum bezeichnet. Katakomben wurden seit Beginn des 3. Jahrhunderts angelegt.

## Kulturkreise

### Altes Ägypten

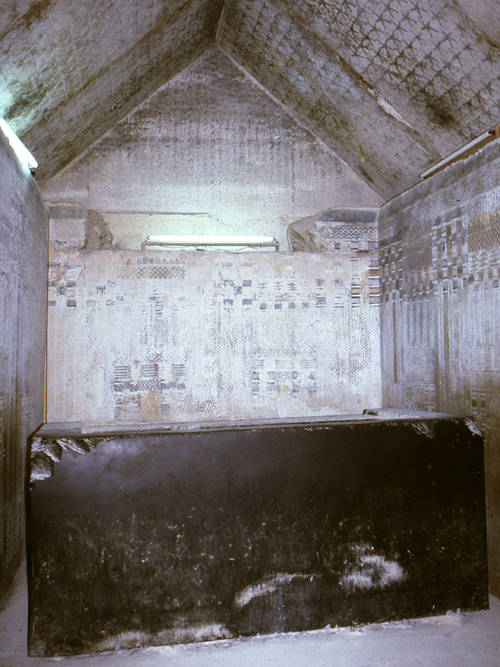
Grabkammer der Unas-Pyramide

Seit der Naqada-Kultur (ca. 3500 v. Chr.) werden die Toten im Alten Ägypten nicht nur im Boden begraben, sondern bei hochstehenden Personen auch in Kammern beigesetzt. Diese waren meist Gruben in der Erde, die mit Lehm verputzt wurden. Das Dach bestand aus Holzbalken. Ab der 2. Dynastie werden Grabkammern in den Fels gehauen und sind über einen Schacht oder eine Treppe erreichbar. Grabkammern sind im Alten Ägypten  noch selten dekoriert. Die Dekoration befand sich meist in den Kulträumen oberhalb der Grabkammern. Ausnahmen sind die Pyramiden am Ende des Alten Reiches, die mit Texten oder Grabsprüchen versehen sind und einige Grabkammern hoher Beamter dieser Zeit, die lange Listen von Opfergaben zeigen. Im Neuen Reich (ca. 1500–1100 v. Chr.) sind Grabkammern von Königinnen und Königen ausgemalt, diejenigen von Beamten bleiben mit wenigen Ausnahmen undekoriert.
In einer Pyramide ist die Grabkammer der Ort, an dem der Tote König bestattet wurde. In ihr stand der Sarkophag. Die Zugänge zu den Grabkammern (Grabkorridore) verlaufen bei den Pyramiden der 3. und 4. Dynastie in einer Steigung (Basis zu Höhe) von 2 : 1. Dies entspricht einem Winkel von 26,5°. Bei den Pyramiden der 5. und 6. Dynastie gibt aber auch Gänge parallel zum Bodenniveau. Die Schätze oder auch Grabbeigaben wurden, um den Toten auf seinem Weg im Totenreich vorzubereiten, in einer Vorkammer aufbewahrt. Die Gänge zu den Grabkammern wurden meist durch schwere Granitblöcke oder Fallsteinkammern gesichert.
Weitaus mehr Grabkammern befinden sich aber im Tal der Könige und im Tal der Königinnen bei Theben-West am Nil. Die Zugänge, Nebenräume und Grabkammern selbst sind oft mit Ausschnitten aus dem ägyptischen Totenbuch verziert.

### Etrusker

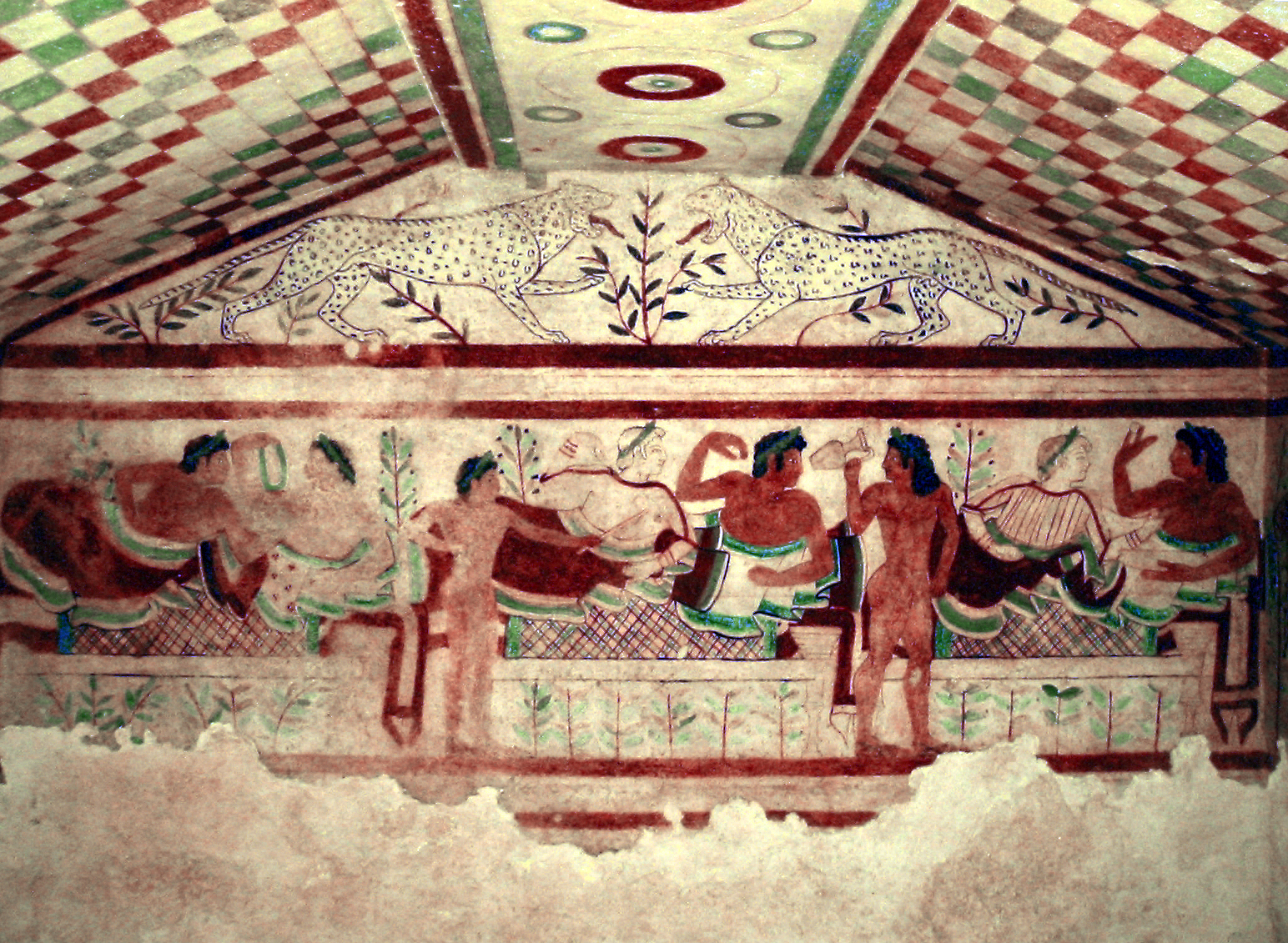
Tomba dei Leopardi

Von den antiken Völkern trieben die Etrusker den aufwendigsten Totenkult. Dementsprechend waren hier Bestattungen in Grabkammern weit verbreitet, wobei Mehrfachbestattungen anscheinend die Regel waren. Die Grabkammern waren also für eine gewisse Zeit zugänglich. Besonders aufwendige Grabkammern sind reich mit Malereien dekoriert worden, viele Gräber wie zum Beispiel das Tomba dei Leopardi fanden sich in den Nekropolen Monterozzi bei Tarquinia und Banditaccia bei Caere (Cerveteri).

### Mesopotamien
In Mesopotamien wurde kein aufwendiger Totenkult betrieben. Erdbestattungen waren die Regel. Aus sumerischer Zeit gibt es die Königsgräber von Ur. Hier sind Könige und Königinnen in aus Ziegeln errichteten Grabkammern beigesetzt worden. In der Folgezeit scheinen Grabkammern fast ausschließlich bei Herrschern vorzukommen. Bei den Parthern (ca. 250 v. Chr. – 224 n. Chr.) sind Familiengrüfte bezeugt, die unterhalb der Fußböden, auf Kellerniveau in den Häusern errichtet wurden. Auch hier scheint diese Sitte auf ein sozial hohes Niveau beschränkt gewesen zu sein.